# Jan-Åke Sundqvist
Jan-Åke "Sunkan" Sundqvist är en svensk före detta fotbollsspelare (anfallare) som representerade Gais i allsvenskan i två matcher säsongen 1973.
Sundqvist kom till Gais från Hönö IS 1973, men spelade bara två allsvenska seriematcher för Gais denna enda säsong. Inför höstsäsongen 1974 lånades han ut till Östersundsklubben Ope IF, och efter en lyckosam höst skrev han på ett tvåårskontrakt med jämtarna. 1977 gick han till BK Häcken, där han spelade åtminstone till och med 1980.